# Miroir TLV

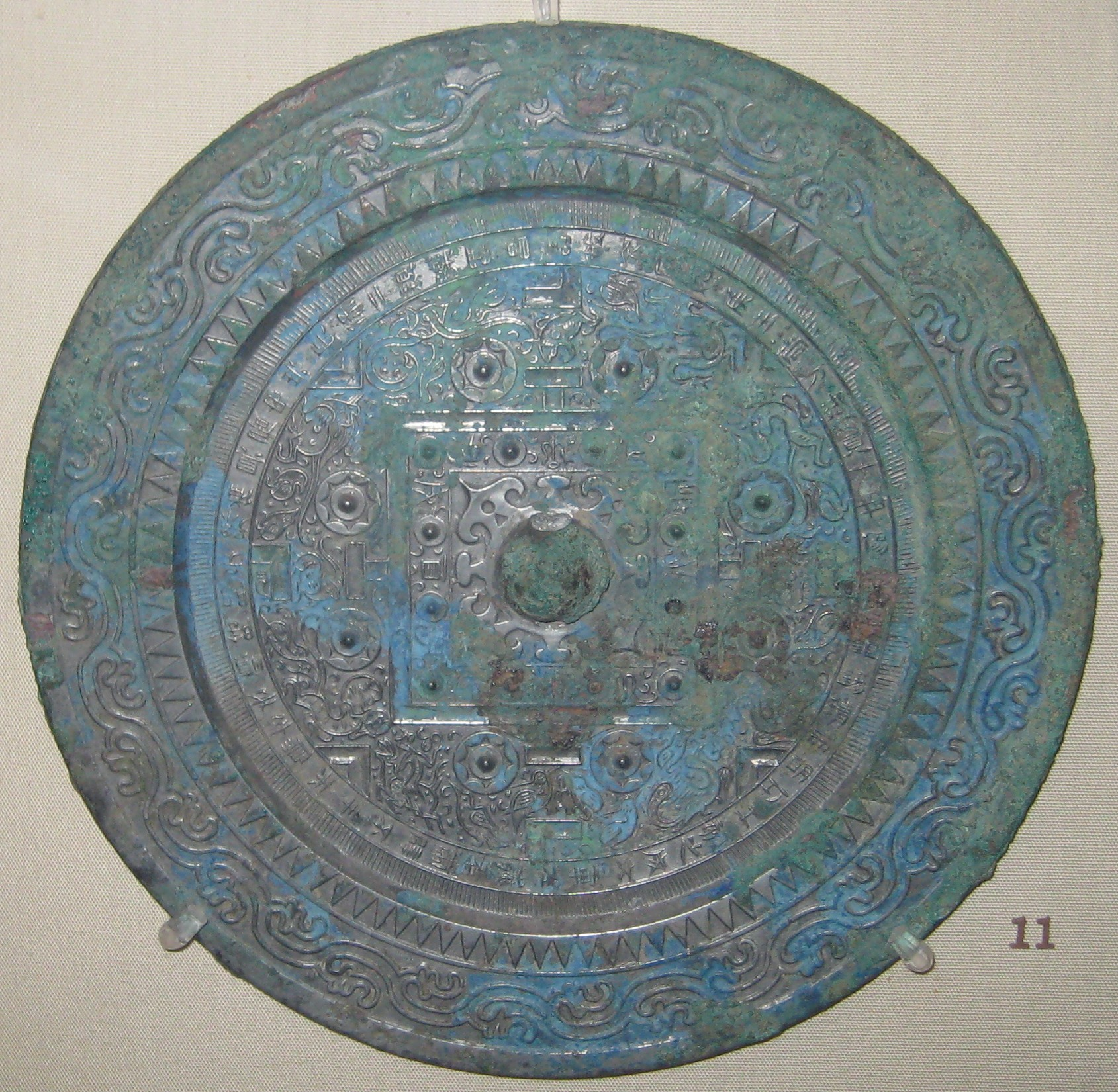
Revers d'un miroir en bronze de l'époque Han à motifs TLV.

Le miroir TLV est un type de miroir de bronze répandu en Chine à l'époque de la Dynastie Han. Ils doivent leur nom à des symboles gravés ressemblant aux lettres T, L et V. Ils ont été produits à partir du IIe siècle av. J.-C. environ, et jusqu'au IIe siècle.

## Développement
Les premiers miroirs à symboles TLV sont apparus au cours du IIe siècle av. J.-C. ; certains croient qu'ils sont liés à l'intérêt de Liu An pour l'astrologie et la cosmologie. Le dragon était un symbole important sur ces miroirs TLV anciens. Les dragons étaient souvent utilisés pour leurs arabesques sur les premiers miroirs du IIe siècle av. J.-C., mais à partir du Ier siècle av. J.-C., ils perdent leur valeur d'arabesque et deviennent des figures à part entière. 

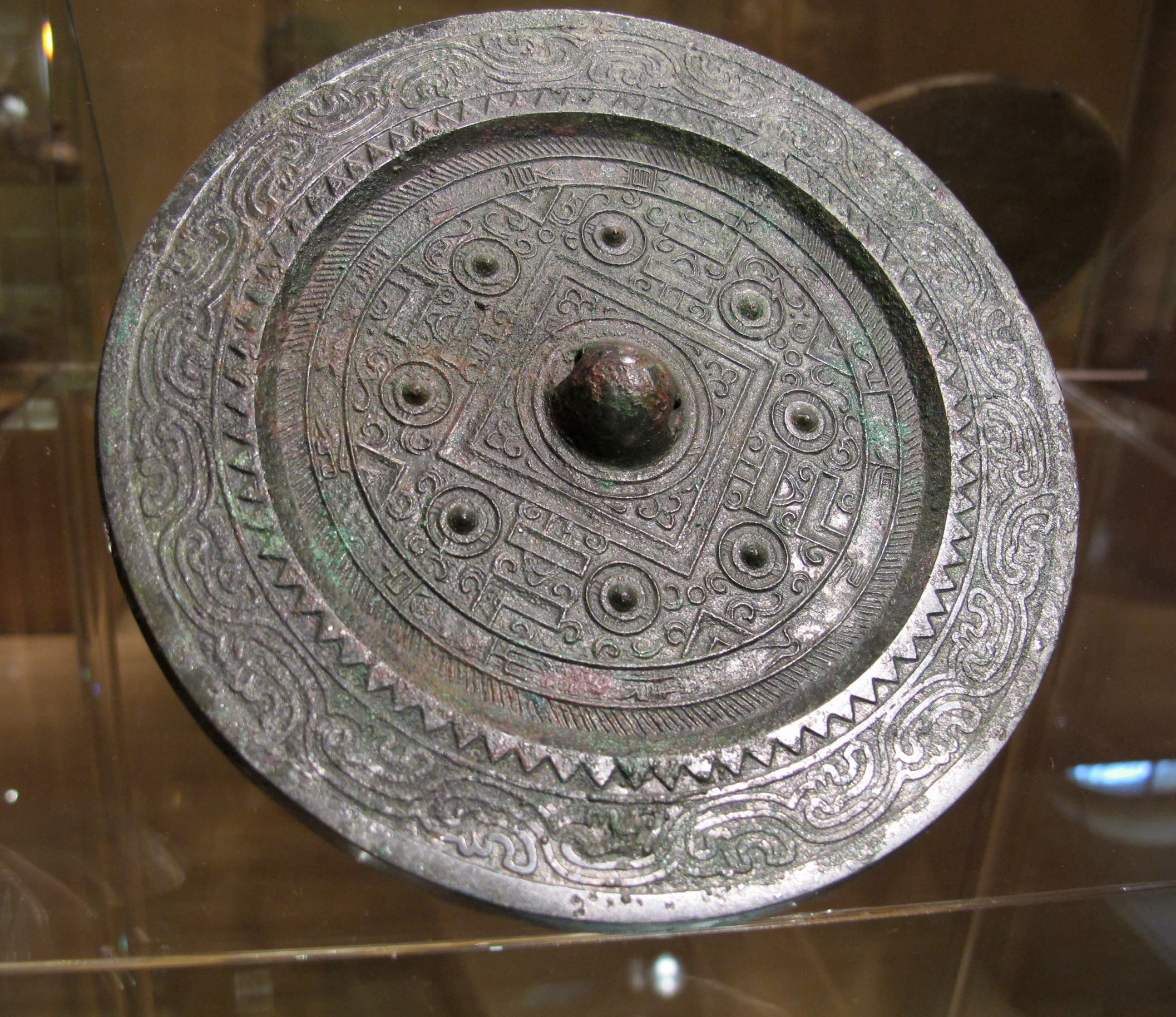
Miroir TLV — diamètre : 15,5 cm.
(Toulouse, musée Georges Labit).

Vers la fin de la période des Han occidentaux, les dragons sont remplacés par des figures ailées, des monstres et les immortels du taoïsme. Ces nouveaux miroirs voient également leur surface divisée en deux parties concentriques, les symboles TLV étant disposés à l'intérieur du disque central, tandis que les autres décorations se trouvent sur l'anneau extérieur. À la fin du Ier siècle av. J.-C., la bande séparant les deux parties perd l'essentiel de sa fonction structurelle, se réduisant simplement à une ligne, voire disparaissant complètement.
Les miroirs de la courte dynastie Xin (9-23) ont habituellement une bande extérieure décorée de motifs de nuages ou d'animaux, et un disque central avec un carré contenant un bouton. Ce cercle intérieur contient souvent une série de huit « tétons » et des créatures mythologiques diverses, dont la Reine-mère de l'Ouest. La carré central peut porter une inscription ou les personnages des douze branches terrestres. Les inscriptions placées entre les sections des miroirs citent souvent Wang Mang et son règne.

## Symbolisme
Les scientifiques sont divisés sur la signification des symboles TLV des miroirs. Certains pensent qu'ils représentent des idées de la cosmologie chinoise, d'autres qu'ils pouvaient être aussi utilisés pour jouer au liubo.

### Signification cosmologique
Les miroirs TLV sont circulaires. Au centre se trouve une protubérance ronde, entouré d'un carré. Selon l'anthropologiste Schuyler Cammann (1912-1991), cette organisation a un sens cosmologique. Les V permettent de donner l'illusion que le carré central se trouve au milieu d'une croix. L'ensemble illustre l'idée chinoise des cinq directions (Nord, Sud, Est, Ouest et le Centre). Le carré central représente la Chine, « l'empire du milieu ». La zone entre le carré et le centre représente les « quatre mers ». Sous la dynastie Han, ces « quatre mers » étaient simplement les territoires à l'extérieur de la Chine, sans être forcément des étendues d'eau.  et ne renvoyaient pas littéralement à des mers. Le carré central sur un miroir rond renvoyait probablement à l'antique idée chinoise que le ciel était rond et la terre carrée. Les T représentaient le concept des « quatre portes de l'empire du milieu », une idée presente dans la littérature chinoise. Ils peuvent aussi avoir représenté les quatre portes intérieures de l'espace sacrificiel des Han, ou les portes des tombes impériales construites à cette époque. Les L symbolisaient peut-être les marais situés au-delà des quatre mers, aux extrémités du monde. Leur angle peut avoir servi à créer un effet de rotation pour symboliser les quatre saisons, étroitement associées aux quatre directions. Les neuf protubérances du carré central représentaient les « neuf régions de la terre » dont Cammann cherche l'origine dans le Shiji. Les huit situées à l'extérieur du carré central étaient probablement des représentations des « huit piliers », les montagnes sur lesquelles repose le couvercle du ciel. La zone entre le cercle intérieur et le bord du miroir était souvent décorée de tourbillons représentant les nuages.

### Le jeu de Liubo
Certains scientifiques pensent que l'organisation des miroirs TLV dérive d'un ancien jeu de société chinois du nom de liubo, qui était joué sur un plateau carré avec les mêmes marques TLV que ce type de miroir.

## Source de la traduction
- (en) Cet article est partiellement ou en totalité issu de l’article de Wikipédia en anglais intitulé « TLV mirror » (voir la liste des auteurs).

### Sources
- (en) Cammann, Schuyler. “The ‘TLV’ Pattern on Cosmic Mirrors of the Han Dynasty,” Journal of the American Oriental Society, 68.3-4 (1948), 159-167.
- (en) Bulling, Anneliese. The Decoration of Mirrors of the Han Period: A Chronology. Ascona: Artibus Asiae, 1960.
- (en) Yang, Lien-sheng. “An Additional Note on the Ancient Game of Liu-po,” Harvard  Journal of Asiatic Studies, 15.1-2. (1952), 124-139.